# Prémian
Prémian är en kommun i departementet Hérault i regionen Occitanien i södra Frankrike. Kommunen ligger i kantonen Olargues som tillhör arrondissementet Béziers. År 2022 hade Prémian 484 invånare.

## Befolkningsutveckling
Antalet invånare i kommunen Prémian
Referens:INSEE